# Club Deportivo Tudelano
El Club Deportivo Tudelano és un club de futbol amb seu a Tudela, a la comunitat autònoma de Navarra. Fundat l'any 1935 juga a la Segona Federació, i celebra els partits a casa a l'Estadi Ciudad de Tudela, amb una capacitat d'11.000 seients.

## Història
El 2016, el CD Tudelano es va classificar per primera vegada en la seva història als playoffs d'ascens a Segona Divisió.

## Temporada a temporada
| Temporada | Nivell | Divisió | Lloc | Copa del Rei |
| --------- | ------ | ------- | ---- | ------------ |
| 1939–40   | 4      | 1a Reg. | 3r   |              |
| 1940–41   | 4      | 1a Reg. | 2n   |              |
| 1941–42   | 4      | 1a Reg. | 1r   |              |
| 1942–43   | 4      | 1a Reg. | 1r   |              |
| 1943–44   | 3      | 3a      | 6è   |              |
| 1944–45   | 3      | 3a      | 9è   |              |
| 1945–46   | 3      | 3a      | 8è   |              |
| 1946–47   | 3      | 3a      | 8è   |              |
| 1947–48   | 3      | 3a      | 9è   |              |
| 1948–49   | 3      | 3a      | 14è  |              |
| 1949–50   | 3      | 3a      | 12è  |              |
| 1950–51   | 3      | 3a      | 18è  |              |
| 1951–52   | 4      | 1a Reg. | 3r   |              |
| 1952–53   | 4      | 1a Reg. | 1r   |              |
| 1953–54   | 3      | 3a      | 15è  |              |
| 1954–55   | 3      | 3a      | 1r   |              |
| 1955–56   | 3      | 3a      | 4t   |              |
| 1956–57   | 3      | 3a      | 4t   |              |
| 1957–58   | 3      | 3a      | 6è   |              |
| 1958–59   | 3      | 3a      | 12è  |              |

| Temporada | Nivell | Divisió | Lloc | Copa del Rei  |
| --------- | ------ | ------- | ---- | ------------- |
| 1959–60   | 3      | 3a      | 14è  |               |
| 1960–61   | 4      | 1a Reg. | 3r   |               |
| 1961–62   | 4      | 1a Reg. | 3r   |               |
| 1962–63   | 4      | 1a Reg. | 2n   |               |
| 1963–64   | 4      | 1a Reg. | 1r   |               |
| 1964–65   | 4      | 1a Reg. | 3r   |               |
| 1965–66   | 4      | 1a Reg. | 4t   |               |
| 1966–67   | 3      | 3a      | 10è  |               |
| 1967–68   | 3      | 3a      | 3r   |               |
| 1968–69   | 3      | 3a      | 7è   |               |
| 1969–70   | 3      | 3a      | 7è   | Segona ronda  |
| 1970–71   | 3      | 3a      | 16è  | Primera ronda |
| 1971–72   | 3      | 3a      | 15è  | Segona ronda  |
| 1972–73   | 3      | 3a      | 7è   | Primera ronda |
| 1973–74   | 3      | 3a      | 9è   | Segona ronda  |
| 1974–75   | 3      | 3a      | 8è   | Segona ronda  |
| 1975–76   | 3      | 3a      | 6è   | Tercera ronda |
| 1976–77   | 3      | 3a      | 9è   | Segona ronda  |
| 1977–78   | 3      | 2a B    | 19è  | Segona ronda  |
| 1978–79   | 4      | 3a      | 6è   | Primera ronda |

| Temporada | Nivell | Divisió | Lloc | Copa del Rei  |
| --------- | ------ | ------- | ---- | ------------- |
| 1979–80   | 4      | 3a      | 12è  | Primera ronda |
| 1980–81   | 4      | 3a      | 4t   | Tercera ronda |
| 1981–82   | 4      | 3a      | 5è   | Primera ronda |
| 1982–83   | 4      | 3a      | 4t   | Primera ronda |
| 1983–84   | 4      | 3a      | 1r   | Primera ronda |
| 1984–85   | 4      | 3a      | 12è  | Primera ronda |
| 1985–86   | 4      | 3a      | 18è  |               |
| 1986–87   | 4      | 3a      | 6è   |               |
| 1987–88   | 4      | 3a      | 13è  | Primera ronda |
| 1988–89   | 4      | 3a      | 3r   |               |
| 1989–90   | 4      | 3a      | 2n   |               |
| 1990–91   | 4      | 3a      | 1r   | Primera ronda |
| 1991–92   | 3      | 2a B    | 15è  | Primera ronda |
| 1992–93   | 3      | 2a B    | 16è  | Tercera ronda |
| 1993–94   | 3      | 2a B    | 13è  | Primera ronda |
| 1994–95   | 3      | 2a B    | 15è  |               |
| 1995–96   | 3      | 2a B    | 17è  |               |
| 1996–97   | 4      | 3a      | 17è  |               |
| 1997–98   | 4      | 3a      | 6è   |               |
| 1998–99   | 4      | 3a      | 5è   |               |

| Temporada | Nivell | Divisió | Lloc | Copa del Rei  |
| --------- | ------ | ------- | ---- | ------------- |
| 1999–2000 | 4      | 3a      | 8è   |               |
| 2000–01   | 4      | 3a      | 9è   |               |
| 2001–02   | 4      | 3a      | 11è  |               |
| 2002–03   | 4      | 3a      | 8è   |               |
| 2003–04   | 4      | 3a      | 6è   |               |
| 2004–05   | 4      | 3a      | 13è  |               |
| 2005–06   | 4      | 3a      | 7è   |               |
| 2006–07   | 4      | 3a      | 4t   |               |
| 2007–08   | 4      | 3a      | 4t   |               |
| 2008–09   | 4      | 3a      | 3r   |               |
| 2009–10   | 4      | 3a      | 1r   |               |
| 2010–11   | 4      | 3a      | 1r   | Segona ronda  |
| 2011–12   | 4      | 3a      | 3r   | Primera ronda |
| 2012–13   | 3      | 2a B    | 7è   |               |
| 2013–14   | 3      | 2a B    | 13è  | Tercera ronda |
| 2014–15   | 3      | 2a B    | 5è   |               |
| 2015–16   | 3      | 2a B    | 3r   | Segona ronda  |
| 2016–17   | 3      | 2a B    | 9è   | Tercera ronda |
| 2017–18   | 3      | 2a B    | 9è   | Tercera ronda |
| 2018–19   | 3      | 2a B    | 14è  | Segona ronda  |

| Temporada | Nivell | Divisió | Lloc    | Copa del Rei  |
| --------- | ------ | ------- | ------- | ------------- |
| 2019-20   | 3      | 2a B    | 20è     | Primera ronda |
| 2020-21   | 3      | 2a B    | 1r / 5è |               |
| 2021–22   | 3      | 1a RFEF | 19è     | Primera ronda |
| 2022–23   | 4      | 2a Fed. | 6è      |               |
| 2023–24   | 4      | 2a Fed. |         | Segona ronda  |

- 1 temporada a Primera Divisió RFEF
- 15 temporades a Segona Divisió B
- 2 temporades a Segona Federació
- 55 temporades a Tercera Divisió

## Jugadors històrics destacats
- Jannick Buyla
- Gorka Luariz
- Oussama Souaidy
- Eleuterio Santos
- Enrique Martín